# Jacques Rougerie (rugby à XV)
Pour les articles homonymes, voir Jacques Rougerie et Rougerie.
Pas d'image ? Cliquez ici

a Compétitions nationales et continentales officielles uniquement.

b Matchs officiels uniquement.
Dernière mise à jour le 26 novembre 2024.
Jacques Rougerie, né le 21 juin 1945 à Pamiers (Ariège) et mort le 12 août 2023 à Ceyrat (Puy-de-Dôme), est un joueur international français de rugby à XV évoluant aux postes de pilier et de talonneur. En club, il joue notamment avec l'AS Montferrand.

## Biographie
Après avoir pratiqué le rugby à XV au SC Tulle[réf. nécessaire] et à l'USA Limoges[réf. nécessaire], Jacques Rougerie évolue principalement à l'AS Montferrand de 1968 à 1977. Il finit sa carrière au Stade clermontois en 1980.
Il obtient une unique cape avec l'équipe de France, affrontant en test match le Japon le 27 octobre 1973.
Étant donné son gabarit de 1,80 m pour 110 kg et sa course replié « en boule », il est surnommé « le Cube ».
Après sa carrière sportive, il reste implanté et impliqué dans la ville de Clermont-Ferrand, devenant notamment élu en compagnie de son épouse Christine Dulac. Il exerce le métier de chirurgien-dentiste à Clermont-Ferrand.
Il est le père du rugbyman international Aurélien Rougerie qui fait carrière en équipe de France et à l'AS Montferrand, enfant né de son union avec Christine Dulac, basketteuse internationale.
Il meurt à l'âge de 78 ans le 12 août 2023 à Ceyrat.

## Palmarès
- Finaliste du Championnat de France en 1970 avec l'AS Montferrand[7].
- Finaliste du Challenge Yves du Manoir en 1972 avec l'AS Montferrand.
- Vainqueur du Challenge Yves du Manoir en 1976.